# Clyde Hart (musicista)
Clyde Hart (Baltimora, 24 febbraio 1910 – New York, 19 marzo 1945) è stato un pianista e arrangiatore statunitense di musica jazz.

## Biografia
Il suo primo ingaggio da professionista, risalente al 1929, fu con l'orchestra di Gene Coy. In seguito passò un biennio con Jap Allen nel midwest statunitense, per poi far parte dell'orchestra di Blanche Calloway (sorella di Cab Calloway) in sostituzione della pianista Mary Lou Williams (per cinque anni, dal 1931 al 1936).
In questo periodo, Clyde si esibì in modo saltuario anche come solista. Dopo essere stato membro, per un brevissimo periodo, dei McKinney's Cotton Pickers, suonò nei jazz club newyorkesi svolgendo contemporaneamente l'attività di arrangiatore per Andy Kirk.
Fu poi accompagnatore musicale di grandi musicisti e cantanti, come, tra gli altri; Red Allen, Billie Holiday, del violinista Stuff Smith (dal 1936 al 1938), Roy Eldridge, Lester Young, Frank Newton e Chu Berry. Tuttavia i suoi assoli sono molto rari; uno di questi, Forty One, fu inciso nel 1941, con Hot Lips Page.
Alla fine del 1942, entrò nel sestetto di John Kirby, suonando anche con Sidney DeParis, Walter Foots Thomas, Tiny Grimes (nel 1944) e infine nel 1945 con Don Byas, anno in cui cadde vittima della tubercolosi.